# Джизга, Фабьян
Фабьян Джизга (пол. Fabian Drzyzga; 3 января 1990, Бордо, Франция) — польский волейболист, связующий клуба «Ресовия» и национальной сборной, чемпион Европы и двукратный чемпион мира.

## Карьера
Родился в семье польского волейболиста Войцеха Джизга (серебряный призёр четырёх Чемпионатов Европы 1977—1983), когда тот играл в Франции за «Бордо».
По ходу карьеры Джизга выступал за польские клубы «Ольштын» (2002/03), «Варшава» (2003-2008), «Шпала» (2008/09), «Ченстохова» (2009-2012), «Политехника» (2012/13), «Ресовия» (2013-2017) и греческий «Олимпиакос» (2017-2018). 8 мая 2018 года перешёл в «Локомотив» (Новосибирск).
В составе «Ресовии» Джизга становился серебряным призёром Лиги чемпионов (2015), по итогам которой был признан лучшим связующим «Финала четырёх». Также Фабиан чемпион Польши (2015) и серебряный призёр чемпионата Польши (2014, 2016).
С национальной сборной Польши Джизга стал чемпионом мира-2014, а также бронзовым призёром Кубка мира-2015 и Евро-2011.